# Bauknecht
La Bauknecht Hausgeräte GmbH è un'azienda tedesca produttrice di elettrodomestici controllata dalla Whirlpool Corporation. Dal 2006 ha sede a Stoccarda.

## Storia
L'impresa sorse nel 1919 a Neckartenzlingen, nel Baden-Württemberg, su iniziativa di Gottlob Bauknecht (1892-1976) come officina elettrotecnica. Questa ditta raggiunse la sua notorietà grazie ad un motore elettrico sviluppato dallo stesso Bauknecht dal nome Landfreund.
Al termine della seconda guerra mondiale, la Bauknecht avviò la produzione degli elettrodomestici, inaugurata nel 1948 con lo sbattitore elettrico Allifix. Nel 1951 produsse il primo frigorifero, nel 1958 la prima lavatrice e nel 1964 la prima lavastoviglie.
Nel 1971 le attività dell'azienda furono spostate a Schorndorf, ed in un'altra fabbrica a Neukirchen, nella Saarland. 
Alla morte del suo fondatore, nel 1976, l'azienda passò in mano agli eredi, ma a causa della crisi che la colpì, dovuta a problemi finanziari ed esposizioni bancarie, nel 1982 fu decretato il suo fallimento. Alla fine di quello stesso anno, la Bauknecht venne rilevata dalla Allgemeinen Deutsche Philips Industrie AG, filiale tedesca della Philips.
Nel 1989 la Bauknecht fu rilevata dalla statunitense Whirlpool Corporation. Dal 1996 lo stabilimento di Neukirchen è anche il centro europeo di sviluppo delle tecnologie per le lavastoviglie.
Nel 2011 Whirlpool cede lo stabilimento di Neukirchen alla multinazionale ZF Friedrichshafen AG, che vi installerà la sua produzione di componenti per autoveicoli.